# Reiner Gamma
Reiner Gamma ist ein Swirl, ein Gebiet ungewöhnlicher Helligkeit, im Oceanus Procellarum auf dem Mond. Es liegt selenografisch bei 7° 30′ Nord zu 59° 00′ West, in der Nähe des Kraters Reiner, nach dem und dessen Namensgeber Vincentio Reinieri († 1648) es 1935 von der Internationalen Astronomischen Union (IAU) benannt worden ist. Der mittlere Durchmesser der verwirbelten ovalen Struktur beträgt etwa 70 Kilometer. Markantestes Merkmal ist die von seiner Umgebung, einem Mare, abweichende Albedo.

## Theorien
Frühe Astronomen nahmen inkorrekt an, dass die Struktur ein Krater sei. Giovanni Riccioli benannte diesen Galilaeus, nach Galileo Galilei. Später stellte sich heraus, dass es kein Krater ist, und der Name Galilaei wurde auf einen anderen Krater übertragen.
Mit der Erkenntnis, dass die Struktur keine Senke oder Erhebung im Gelände darstellt und auch nicht auf einen früheren Lavaausbruch zurückgeht, wurde sie zu einem Rätsel.
Nachdem ähnliche Unregelmäßigkeiten im Mare Ingenii und im Mare Marginis entdeckt worden waren, konnte man auf diesen neuen Erkenntnissen eine neue Theorie entwickeln. Die Anomalien befinden sich fast genau gegenüber der Mittelpunkte der Becken anderer Maria, weshalb man vermutet, dass sie sich zur gleichen Zeit wie diese Einschlagkrater durch die seismischen Verwerfungen und reflektierten Energien der Einschläge gebildet haben. Problematisch ist allerdings, dass es gegenüber von Reiner Gamma keinen passenden Krater gibt.
1972 wurde von Subsatelliten, die Apollo 15 und 16 in einer Mondumlaufbahn ausgesetzt hatten, entdeckt, dass Reiner Gamma ein magnetisches Feld besitzt. Dieses ähnelt im Aufbau einem Dipol. Zudem hat man verhältnismäßig starke magnetische Felder nahe der Unregelmäßigkeiten gemessen. Die Ursache dafür ist unbekannt, man vermutet einen Zusammenhang mit den verursachenden Einschlägen.
Das magnetische Feld ist stark genug, um den Sonnenwind abzulenken. Da man annimmt, dass der Sonnenwind die Mondoberfläche über Jahrmillionen dunkeln lässt (siehe Weltraumverwitterung), wird spekuliert, dass die Anomalie der Albedo möglicherweise ihre Ursache in der magnetischen Anomalie hat.